# Classe Myoko
La classe Myoko fu costituita da quattro incrociatori pesanti, Myoko, Nachi, Ashigara e Haguro, approvati con il programma di costruzione del 1922-1929 per la Marina imperiale giapponese. Furono i primi incrociatori giapponesi costruiti entro i limiti del trattato navale di Washington e il loro dislocamento iniziale era pari a 10.160 t (10.000 long ton), successivi aggiornamenti portarono il dislocamento a 13.209 t (13.000 long ton)
Tutte le unità combatterono pesantemente durante la seconda guerra mondiale e nessuna sopravvisse al conflitto.. Tre unità vennero affondate in combattimento.

## Caratteristiche
L'armamento all'entrata in servizio consisteva di:
- 10 cannoni da 200 mm Type 3 numero 1 in torrette binate
- 6 cannoni da 120 mm Type 10 antiaerei
- 2 cannoni Type 96 da 25 mm
- 12 tubi lanciasiluri da 610 mm in impianti tripli

Tra il 1934 e il 1936, come le altre navi della sua classe venne riadatto, rimuovendo i cannoni da 120 mm e sostituendoli con 8 cannoni da 5"/40 (127 mm) Dual Purpose (antiaereo ed antinave) in montature binate e aggiunte 4 mitragliere da 13,2 mm. Inoltre vennero rimossi i 4 tubi lanciasiluri tripli fissi per sostituirli con due tubi lanciasiluri quadrupli in affusti rotanti e installata una seconda catapulta.
Tra il 1940 e il 1941 venne ulteriormente migliorato l'armamento antiaereo, portati a 16 i tubi lanciasiluri ed effettuate modifiche al ponte. Per mantenere la stabilità furono aggiunte delle controcarene. In conseguenza delle modifiche le prestazioni calarono a quelle indicate nella tabella a lato. L'armamento antiaereo venne successivamente aumentato a 25 mitragliere da 25 mm nel maggio 1944 e 52 nel luglio 1944. I tubi lanciasiluri furono dimezzati nel luglio 1944 e portati a 8.
Le caratteristiche, prima delle modifiche del 1940-1941, erano: dislocamento di 10.160 t (10.000 long ton)
13.371 t (13.160 long ton) alle prove, pescaggio 5,9 m, velocità 35,5 nodi (65,7 km/h).

## Servizio
| Nave            | Varata         | Destino                      |
| --------------- | -------------- | ---------------------------- |
| Myoko (妙高)    | 16 aprile 1927 | autoaffondato, 8 luglio 1946 |
| Nachi (那智)    | 15 giugno 1927 | affondato, 4 novembre 1944   |
| Haguro (羽黒)   | 24 marzo 1928  | affondato, 16 maggio 1945    |
| Ashigara (足柄) | 20 agosto 1929 | affondato, 8 giugno 1945     |

Tutte le navi della classe parteciparono alla battaglia del Golfo di Leyte.
Il Myoko dopo la battaglia venne colpito da una salva di siluri lanciata dal sottomarino statunitense USS Bergall (SS-320) mentre in rotta per la baia di Cam Ranh; trainato a Singapore dal cacciatorpediniere Ushio dopo che questo ebbe attaccato e danneggiato il sottomarino, a causa dell'impossibilità di rimorchiarlo in Giappone, non venne mai riparato e terminò la sua carriera come batteria galleggiante.
L'Ashigara successivamente alla battaglia del golfo di Leyte venne attaccato da bombardieri B-25 Mitchell mentre cercava con la forza di Kurita di attaccare le spiagge di Mindanao, il 26 dicembre 1944, e colpita da una bomba da 500 libbre, ma il giorno dopo bombardò la spiaggia di San Josè con 200 colpi da 203mm; riparata in bacino, venne inviato a Batavia sotto la scorta del cacciatorpediniere Kamikaze. Fu affondato l'8 giugno 1945 dal sommergibile HMS Trenchant nello stretto di Bangka.